# Proarmaueria korotkevitschae
Proarmaueria korotkevitschae är en djurart som tillhör fylumet slemmaskar, och som beskrevs av Chernyshev 1992. Proarmaueria korotkevitschae ingår i släktet Proarmaueria och familjen Armaueriidae. Inga underarter finns listade i Catalogue of Life.